# Superpuchar Słowenii w piłce nożnej mężczyzn
Superpuchar Słowenii w piłce nożnej (słoweń. Superpokal Slovenije) – trofeum przyznawane zwycięskiej drużynie meczu rozgrywanego pomiędzy aktualnym Mistrzem Słowenii oraz zdobywcą Pucharu Słowenii w danym sezonie (jeżeli ta sama drużyna wywalczyła zarówno mistrzostwo, jak i Puchar kraju - to jej przeciwnikiem zostaje wicemistrz). Rozgrywki odbywały się w latach 1995–1996 i 2007–2015.

## Historia
W sezonie 1995 odbył się pierwszy oficjalny mecz o Superpuchar Słowenii. Pierwszy pojedynek rozegrano 26 lipca 1995 roku. W tym meczu Olimpija Lublana pokonała 2:1 Murę 05. Od 2009 do 2012 roku wszystkie odbyły się na Stadionie Ljudskim vrt w Mariborze. Po dwóch edycjach rozgrywki nie organizowano. Dopiero w 2007 Superpuchar został wznowiony. 5 lipca 2015 FC Koper pokonał w rzutach karnych 3:2 po bezbramkowym remisie w czasie podstawowym NK Maribor. Potem znów rozgrywek nie prowadzono.

## Format
Mecz o Superpuchar Słowenii rozgrywany jest przed rozpoczęciem każdego sezonu. W przypadku remisu po upływie regulaminowego czasu gry przeprowadza się dogrywka. Jeżeli i ona nie wyłoni zwycięzcę, to od razu zarządzana jest seria rzutów karnych.

## Zwycięzcy i finaliści
| Sezon                                               | K | K | T | Zwycięzca          | Wynik            | Finalista          | Data, miejsce                                   | Uwagi          |
| Superpuchar Słowenii (słoweń. Superpokal Slovenije) |   |   |   |                    |                  |                    |                                                 |                |
| 1995                                                |   |   | 1 | Olimpija Lublana   | 2:1              | Mura 05            | 26.07.1995, Stadion Bežigrad, Lublana, 3.000    |                |
| 1996                                                |   |   | 1 | Gorica             | 3:1              | Olimpija Lublana   | 31.07.1996, Športni park, Nova Gorica, 1.500    |                |
| 1997–2006                                           |   |   |   |                    |                  |                    |                                                 | nie rozgrywano |
| 2007                                                |   |   | 1 | Domžale            | 2:1              | Koper              | 14.07.2007, Športni Park, Domžale, 700          |                |
| 2008                                                |   |   | 1 | Interblock Lublana | 0:0 pd. (k. 7:6) | Domžale            | 09.07.2008, Športni Park, Domžale, 2.000        |                |
| 2009                                                |   |   | 1 | Maribor            | 3:2 pd.          | Interblock Lublana | 08.07.2009, Stadion Ljudski vrt, Maribor, 2.500 |                |
| 2010                                                |   |   | 1 | Koper              | 0:0 pd. (k. 5:4) | Maribor            | 09.07.2010, Stadion Ljudski vrt, Maribor, 2.000 |                |
| 2011                                                |   |   | 2 | Domžale            | 2:1              | Maribor            | 08.07.2011, Stadion Ljudski vrt, Maribor, 2.500 |                |
| 2012                                                |   |   | 2 | Maribor            | 2:1              | Olimpija Lublana   | 08.07.2012, Stadion Ljudski vrt, Maribor, 4.150 |                |
| 2013                                                |   |   | 3 | Maribor            | 3:0              | Olimpija Lublana   | 07.07.2013, Arena Petrol, Celje, 1.800          |                |
| 2014                                                |   |   | 4 | Maribor            | 4:1              | Gorica             | 13.08.2014, Športni park, Nova Gorica, 600      |                |
| 2015                                                |   |   | 2 | Koper              | 0:0 pd. (k. 3:2) | Maribor            | 05.07.2015, Stadion Bonifika, Koper, 2.500      |                |

Uwagi:

- wytłuszczono i kursywą oznaczone zespoły, które w tym samym roku wywalczyły mistrzostwo i Puchar kraju (dublet),
- wytłuszczono zespoły, które zdobyły mistrzostwo kraju,
- kursywą oznaczone zespoły, które zdobyły Puchar kraju.

## Statystyka

### Klasyfikacja według klubów
W dotychczasowej historii finałów o Superpuchar Słowenii na podium oficjalnie stawało w sumie 8 drużyn. Liderem klasyfikacji jest NK Maribor, który zdobył trofeum 4 razy.
Stan na 31.05.2022. 
| Lp. | Klub                    | Zdobywca | Finalista | Zwycięskie sezony | Przegrane finały |   |   |                        |                  |
| --- | ----------------------- | -------- | --------- | ----------------- | ---------------- | - | - | ---------------------- | ---------------- |
| Lp. | Klub                    | 1.       | Maribor   | Zwycięskie sezony | Przegrane finały | 4 | 3 | 2009, 2012, 2013, 2014 | 2010, 2011, 2015 |
| 2.  | Domžale                 | 2        | 1         | 2007, 2011        | 2008             |   |   |                        |                  |
| 2.  | Koper                   | 2        | 1         | 2010, 2014        | 2007             |   |   |                        |                  |
| 4.  | Gorica                  | 1        | 1         | 1996              | 2014             |   |   |                        |                  |
| 4.  | Interblock Lublana      | 1        | 1         | 2008              | 2009             |   |   |                        |                  |
| 4.  | Olimpija Lublana (1911) | 1        | 1         | 1995              | 1996             |   |   |                        |                  |
| 7.  | Olimpija Lublana (2005) | 0        | 2         |                   | 2012, 2013       |   |   |                        |                  |
| 8.  | Mura 05                 | 0        | 1         |                   | 1995             |   |   |                        |                  |

### Klasyfikacja według miast
Stan na 31.05.2022.
| Miasto      | Liczba tytułów | Kluby                                             |
| ----------- | -------------- | ------------------------------------------------- |
| Maribor     | 4              | NK Maribor (4)                                    |
| Domžale     | 2              | NK Domžale (2)                                    |
| Koper       | 2              | FC Koper (2)                                      |
| Lublana     | 2              | NK Interblock (1), NK Olimpija Lublana (1911) (1) |
| Nova Gorica | 1              | ND Gorica (1)                                     |

### Klasyfikacja według kwalifikacji
| Tytuł                     | Zwycięstw | Finałów |
| ------------------------- | --------- | ------- |
| Mistrz Słowenii           | 8         | 3       |
| Zdobywca Pucharu Słowenii | 5         | 6       |
| Wicemistrz Słowenii       | 0         | 2       |